# Emil Bohinen
Emil Bohinen (Derby, Inglaterra, Reino Unido, 12 de marzo de 1999) es un futbolista noruego. Juega de centrocampista y su equipo es el Genoa C. F. C. de la Serie A italiana. Es hijo del exfutbolista e internacional por Noruega, Lars Bohinen.

## Trayectoria
Bohinen comenzó su carrera en el Stabæk IF. Debutó en la Eliteserien el 17 de abril de 2017 en la victoria por 3-0 ante el Sarpsborg 08 FF.
El 15 de febrero de 2021 fichó por el CSKA Moscú.
El 31 de enero de 2022 se unió a la U. S. Salernitana a préstamo con obligación de compra.A mediados de la temporada 2023-24, fue cedido al Genoa C. F. C.

## Selección nacional
Nacido en el Reino Unido, Bohinen puede jugar por Noruega por parte de su padre. Fue internacional juvenil por Noruega.

## Estadísticas
Actualizado al último partido disputado el 13 de mayo de 2025.
| Club                            | Div.          | Temporada     | Liga  | Liga  | Copas nacionales | Copas nacionales | Copas internacionales | Copas internacionales | Total | Total |
| Club                            | Div.          | Temporada     | Part. | Goles | Part.            | Goles            | Part.                 | Goles                 | Part. | Goles |
| ------------------------------- | ------------- | ------------- | ----- | ----- | ---------------- | ---------------- | --------------------- | --------------------- | ----- | ----- |
| Stabæk IF · Noruega             | 1.ª           | 2017          | 3     | 0     | 2                | 0                | 0                     | 0                     | 5     | 0     |
| Stabæk IF · Noruega             | 1.ª           | 2018          | 11    | 0     | 1                | 0                | —                     | —                     | 12    | 0     |
| Stabæk IF · Noruega             | 1.ª           | 2019          | 29    | 4     | 2                | 0                | —                     | —                     | 31    | 4     |
| Stabæk IF · Noruega             | 1.ª           | 2020          | 24    | 5     | —                | —                | —                     | —                     | 24    | 5     |
| Stabæk IF · Noruega             | Total club    | Total club    | 67    | 9     | 5                | 0                | 0                     | 0                     | 72    | 9     |
| PFC CSKA Moscú · Rusia          | 1.ª           | 2020-21       | 4     | 0     | 0                | 0                | —                     | —                     | 4     | 0     |
| PFC CSKA Moscú · Rusia          | 1.ª           | 2021-22       | 8     | 1     | 2                | 1                | —                     | —                     | 10    | 2     |
| PFC CSKA Moscú · Rusia          | Total club    | Total club    | 12    | 1     | 2                | 1                | 0                     | 0                     | 14    | 2     |
| U. S. Salernitana 1919 · Italia | 1.ª           | 2021-22       | 11    | 0     | —                | —                | —                     | —                     | 11    | 0     |
| U. S. Salernitana 1919 · Italia | 1.ª           | 2022-23       | 24    | 0     | 1                | 0                | —                     | —                     | 25    | 0     |
| U. S. Salernitana 1919 · Italia | 1.ª           | 2023-24       | 12    | 0     | 1                | 0                | —                     | —                     | 13    | 0     |
| U. S. Salernitana 1919 · Italia | Total club    | Total club    | 47    | 0     | 2                | 0                | 0                     | 0                     | 49    | 0     |
| Genoa C. F. C. · Italia         | 1.ª           | 2023-24       | 5     | 0     | —                | —                | —                     | —                     | 5     | 0     |
| Genoa C. F. C. · Italia         | 1.ª           | 2024-25       | 3     | 0     | 1                | 0                | —                     | —                     | 4     | 0     |
| Genoa C. F. C. · Italia         | Total club    | Total club    | 8     | 0     | 1                | 0                | 0                     | 0                     | 9     | 0     |
| Frosinone Calcio · Italia       | 2.ª           | 2024-25       | 12    | 3     | —                | —                | —                     | —                     | 12    | 3     |
| Frosinone Calcio · Italia       | Total club    | Total club    | 12    | 3     | 0                | 0                | 0                     | 0                     | 12    | 3     |
| Total carrera                   | Total carrera | Total carrera | 146   | 13    | 10               | 1                | 0                     | 0                     | 156   | 14    |